# Jim Denault
James A. Denault (* 25. Juli 1960 in New York) ist ein US-amerikanischer Kameramann.

## Leben
Jim Denault wurde als eines von sechs Kindern eines Sozialarbeiters und einer Apothekerin und späteren Grundschullehrerin geboren. Er wuchs in Hudson Valley auf und interessierte sich bereits früh für Fotografie. Ursprünglich wollte er Fotograf werden, weswegen er am Rochester Institute of Technology studierte. Erst während des Studiums begann er sich für Film zu interessieren. Nach seinem Abschluss 1982 arbeitete er in mehreren Gelegenheitsjobs und drehte unter anderem Kurzfilme für den Kabelkanal des Rochester City School District. Über Bekannte lernte er 1985 einige Independentfilmemacher kennen, die den Film Cheap Shots drehten. Über die dortigen Kameramänner erhielt er den Tipp nach New York City zu gehen, um dort als Kameramann für den Film zu arbeiten. Seinen ersten Job bekam er, als er Michael Bonvillain bei der Produktion des Low-Budget-Films Der Kühlschrank als Kameraassistent für Paul Gibson ersetzte. Nur kurze Zeit später debütierte er mit dem von Michael Almereyda inszenierten Independentfilm Another Girl Another Planet als hauptverantwortlicher Kameramann für einen Langspielfilm. Gelegentlich ist er auch für das Fernsehen tätig.
Für seine Arbeit an dem Film Nadja aus dem Jahr 1994 wurde Denault für den Independent Spirit Award nominiert. 2005 war an einigen Folgen der Serie Carnivàle beteiligt und erhielt hierfür eine Emmy-Nominierung. Sein Mitwirken an Game Change – Der Sarah-Palin-Effekt erbrachte ihm 2012 seine zweite Emmy-Nominierung.

## Filmografie (Auswahl)
- 1994: Nadja
- 1996: Sekt oder Selters (Breathing Room)
- 1998: Zum Sterben zu müde (Too Tired to Die)
- 1999: Boys Don’t Cry
- 1999: Taxman – Der Steuerfahnder von Brooklyn (Taxman)
- 2001: Inside a Skinhead (The Believer)
- 2002: City of Ghosts
- 2002: Echte Frauen haben Kurven (Real Women Have Curves)
- 2004: Maria voll der Gnade (Maria Full of Grace)
- 2005: Carnivàle (Fernsehserie, 6 Folgen)
- 2005: Six Feet Under – Gestorben wird immer (Six Feet Under, Fernsehserie, sechs Folgen)
- 2007: Freedom Writers
- 2007: Hounddog
- 2008: Eine für 4 – Unterwegs in Sachen Liebe (The Sisterhood of the Traveling Pants 2)
- 2008: Recount
- 2009: In Plain Sight – In der Schusslinie (In Plain Sight, Fernsehserie, 15 Folgen)
- 2009: Royal Pains (Fernsehserie, sieben Folgen)
- 2010: Dinner für Spinner (Dinner for Schmucks)
- 2010: Zu scharf um wahr zu sein (She’s Out of My League)
- 2011: Alles in Butter (Butter)
- 2012: Die Qual der Wahl (The Campaign)
- 2012: Game Change – Der Sarah-Palin-Effekt (Game Change, Fernsehfilm)
- 2013: Clear History
- 2015: Pitch Perfect 2
- 2015: Trumbo
- 2016: My Big Fat Greek Wedding 2
- 2016: Der lange Weg (All the Way, Fernsehfilm)
- 2016: Bad Moms
- 2018: The Grizzlies
- 2019: Was Männer wollen (What Men Want)
- 2019: The Affair (Fernsehserie, 6 Folgen)
- 2019–2020: Yellowstone (Fernsehserie, 7 Folgen)
- 2021–2023: Law & Order: Organized Crime (Fernsehserie, 28 Folgen)